# Duża mała Ania
Duża mała Ania (ang. Very Annie Mary) – komedia i musical filmowy z 2001 roku w reżyserii Sary Sugarman, która jest również autorką scenariusza.

## Opis fabuły
Akcja filmu osadzona jest w południowej Walii. Bohaterką filmu jest Annie Mary Pugh, kobieta po trzydziestce mieszkająca z ojcem, który znęca się nad nią psychicznie. Annie Mary żyje w cieniu ojca, wielbiciela opery, udając nastolatkę, którą nie jest od wielu lat. Kiedy jej ojciec dostaje wylewu, kobieta musi się nim zaopiekować. Wykorzystuje okoliczności, by się wyzwolić i znajduje odwagę, aby znowu śpiewać.

## Role główne
- Rachel Griffiths jako Annie Mary Pugh
- Jonathan Pryce jako Jack Pugh
- Ioan Gruffudd jako Hob
- Matthew Rhys jako Nob
- Kenneth Griffith jako Minister
- Ruth Madoc jako Mrs. Ifans
- Joanna Page jako Bethan Bevan